# Dunkley (Hounslow)
Dunkley is een historisch merk van motorfietsen.
De bedrijfsnaam was: Dunkley Motors, National Works, Hounslow, Middlesex, later Dayton Cycle Co. Ltd., London.
Dit was een Engelse kinderwagenfabriek die van 1957 tot 1959 ook lichte motorfietsen en scooters met 61-, 64- en op het laatst 49cc-viertaktmotoren bouwde. Ze werden ook onder de naam Whippet verkocht.